# 惠特蘭縣 (蒙大拿州)
惠特蘭縣（英語：Wheatland County）是美國蒙大拿州中部的一個縣。面積3,699平方公里。根據美國2010年人口普查，共有人口2,168人。治所哈洛頓 (Harlowton)。
成立於1917年。縣名來自該縣的小麥田。